# De repente (canción)
"De repente" (en inglés: "Suddenly") es una canción de la cantautora colombo-estadounidense Soraya, extraída de su álbum de estudio debut bilingüe En Esta Noche / On Nights Like This . Fue lanzado en 1996 por Island Records y Polydor Records como sencillo principal del álbum. La canción fue escrita por Soraya y producida por Soraya, Peter Van Hooke y Rod Argent.

## Listados de seguimiento
CD sencillo
1. "De repente"
2. "Suddenly"

## Posicionamiento en listas
| Lista (1996)                        | Mejor posición |
| ----------------------------------- | -------------- |
| Estados Unidos (Adult Contemporary) | 21             |
| Estados Unidos (Hot Latin Songs)    | 5              |
| Estados Unidos (Latin Pop Airplay)  | 1              |